# Uroš Spajić
Uroš Spajić (în sârbă Урош Спајић, pronunțat [ǔroʃ spâːjitɕ]; n. 13 februarie 1993) este un fotbalist sârb care joacă pe postul de fundaș al clubului rus Krasnodar.

## Cariera pe echipe

### Steaua Roșie Belgrad
Spajić și-a făcut debutul la profesioniști pentru Steaua Roșie Belgrad la 27 octombrie 2010 într-un meci din Cupa Serbiei împotriva lui Borac Čačak. Ulterior, a fost împrumutat la echipa afiliată Stelei Roșii Belgrad, Sopot, în al treilea eșalon sârb, unde a jucat în sezonul 2011-2012. În ultimul său sezon la Steaua Roșie, a jucat în 16 meciuri și a devenit recunoscut ca un jucător cu reale calități.

### Toulouse
La 29 mai 2013, Red Star Belgrad și FC Toulouse au convenit asupra transferului lui Spajić care l-a vândut la echipa franceză pentru 1,5 milioane de euro. Spajić a debutat la Toulouse împotriva lui Valenciennes în meciul de deschidere a sezonului 2013-2014; după ce Steeve Yago a făcut un penalty, acesta a fost confundat cu Spajić, care a încasat greșit un cartonaș roșu.

### Anderlecht
La 31 august 2016, Spajić a fost împrumutat pentru un sezon clubului belgian Anderlecht. Acordul a fost făcut permanent până la sfârșitul sezonului 2016-2017.

### Krasnodar
La 26 mai 2018, el a semnat un contract pe 5 ani cu echipa FC Krasnodar din Prima Ligă Rusă.

## Cariera la națională
Spajić a jucat pentru prima oară la echipa U21 a Serbiei, într-un meci amical cu Israel U21, la 6 februarie 2013. El a debutat pentru echipa națională a Serbiei la 4 septembrie 2015 într-un meci de calificare la Euro 2016 împotriva Armeniei, pe care Serbia l-a câștigat cu 2-0.
În iunie 2018 a fost ales în echipa Serbiei pentru Campionatul Mondial din 2018 dar nu a jucat niciun minut.

## Statistici privind cariera

### Club
La sfârșitul sezonului 2017-2018
| Club                 | Sezon         | Campionat | Campionat | Cupă    | Cupă   | Continental | Continental | Altele  | Altele | Total   | Total  |
| Club                 | Sezon         | Meciuri   | Goluri    | Meciuri | Goluri | Meciuri     | Goluri      | Meciuri | Goluri | Meciuri | Goluri |
| -------------------- | ------------- | --------- | --------- | ------- | ------ | ----------- | ----------- | ------- | ------ | ------- | ------ |
| Steaua Roșie Belgrad | 2010-2011     | 0         | 0         | 1       | 0      | 0           | 0           | -       | -      | 1       | 0      |
| Steaua Roșie Belgrad | 2012-2013     | 16        | 0         | 1       | 0      | 1 1         | 0           | -       | -      | 18      | 0      |
| Steaua Roșie Belgrad | Total         | 16        | 0         | 2       | 0      | 1           | 0           | -       | -      | 19      | 0      |
| Sopot (împrumut)     | 2011-2012     | 34        | 0         | -       | -      | -           | -           | -       | -      | 34      | 0      |
| Toulouse             | 2013-2014     | 32        | 0         | 1       | 0      | -           | -           | 1       | 1      | 34      | 1      |
| Toulouse             | 2014-2015     | 17        | 0         | 1       | 0      | -           | -           | 0       | 0      | 18      | 0      |
| Toulouse             | 2015-2016     | 14        | 0         | 1       | 0      | -           | -           | 4       | 0      | 19      | 0      |
| Toulouse             | Total         | 63        | 0         | 3       | 0      | -           | -           | 5       | 1      | 71      | 1      |
| Anderlecht           | 2016-2017     | 28        | 1         | 2       | 1      | 9           | 0           | 0       | 0      | 39      | 2      |
| Anderlecht           | 2017-2018     | 28        | 1         | 2       | 0      | 5           | 0           | 1       | 0      | 36      | 1      |
| Anderlecht           | Total         | 56        | 2         | 4       | 1      | 14          | 0           | 1       | 0      | 75      | 3      |
| Total carieră        | Total carieră | 170       | 2         | 9       | 1      | 15          | 0           | 6       | 1      | 200     | 4      |

1. 1 2 3  Meciuri în Europa League
2. 1 2  Meciuri în Coupe de la Ligue
3. ↑  Appearance in the Belgian Super Cup

### La națională
| Serbia | Serbia  | Serbia |
| An     | Meciuri | Goluri |
| ------ | ------- | ------ |
| 2015   | 2       | 0      |
| 2016   | 3       | 0      |
| 2017   | 0       | 0      |
| 2018   | 1       | 0      |
| 2019   | 2       | 0      |
| Total  | 8       | 0      |

## Titluri
Anderlecht
- Supercupa Belgiei: 2017